# Качур Говард (фільм)
«Качур Говард» (англ. Howard the Duck), також відомий як «Говард-качка» — американська супергеройська кінокомедія 1986 року, знята Віллардом Гайком. У головних ролях: Ліа Томпсон, Джеффрі Джонс і Тім Роббінс. Стрічка заснована на однойменному персонажі коміксів видавництва Marvel Comics — качурі Говарді. Продюсером фільму виступила Ґлорія Кац, сценарій написали Гайк і Кац, а виконавчим продюсером став Джордж Лукас. Первинно планувалося, що фільм буде анімаційним, однак через контрактні зобов’язання проєкт було реалізовано у форматі ігрового кіно.
Після успіху «Американські графіті» (1973) Лукас запропонував адаптувати Говарда для великого екрана. Однак фільм постав перед численними труднощами під час виробництва, а тестові покази мали неоднозначні відгуки. «Качур Говард» вийшов у кінотеатрах 1 серпня 1986 року, провалився у прокаті та зазнав нищівної критики. Його засуджували за гумор, акторську гру, нестійкий тон і зовнішній вигляд головного героя. Водночас спеціальні ефекти та саундтрек здобули відносну похвалу. Згодом фільм отримав сумнозвісний статус одного з найгірших фільмів в історії, але, попри це, здобув культову аудиторію. Був номінований на 7 антипремій «Золота малина», з яких виграв 4. При бюджеті 30–37 мільйонів доларів, зібрав близько 38 мільйонів (з них лише 16,3 млн — на внутрішньому ринку США). Це був перший кінотеатральний реліз, заснований на персонажі Marvel, після серіалу «Капітан Америка» 1944 року.

## Назва
Під час прокату у Великій Британії фільм отримав альтернативну назву — Howard... A New Breed of Hero (укр. «Говард... Герой нової породи»).

## Сюжет
Говард, антропоморфний качур з планети Темносвіт, випадково потрапляє на Землю через науковий експеримент. Опинившись у Клівленді, він знайомиться з рок-музиканткою Беверлі, яка намагається допомогти йому повернутись додому. Поки вчені досліджують спосіб повернення, пристрій, що переніс Говарда, випадково викликає темну космічну сутність — Темного володаря, який вселяється в тіло доктора Дженнінґа. Володар викрадає Беверлі, плануючи використати її для перенесення інших істот свого виду. Говард рятує її, перемагає чудовисько і знищує пристрій, назавжди залишаючись на Землі. У фіналі він стає менеджером гурту Беверлі та долучається до її виступу на сцені.

## Акторський склад
- Ед Ґейл — Качур Говард (носій костюма)
  - Джордан Прентайс — Качур Говард (додатковий носій костюма)
  - Тім Роуз, Стів Сліп, Пітер Бейрд, Мері Веллз, Ліса Стюрц — Качур Говард (лялькарі)
  - Чип Зен — Качур Говард (голос)
- Ліа Томпсон — Беверлі Свіцлер
- Тім Роббінс — Філ Блумбертт
- Джеффрі Джонс — Доктор Волтер Дженнінґ
- Девід Пеймер — Ларрі
- Пол Ґілфойл — Лейтенант Велкер
- Ліз Саґал — Ронетт
- Домінік Давалос — Кел
- Голлі Робінсон — К. C.
- Томмі Свердлов — Джинджер Мосс
- Річард Едсон — Річі
- Майлз Чапін — Картер
- Пол Комі — доктор Чапін
- Річард Макґонеґл — поліціянт
- Вірджинія Каперс — Кораме
- Міґель Сандовал — Наглядач розваг у барі
- Вільям Голл — офіцер Генсон
- Річард Кайлі — Космос (озвучка)
- Джон Флек — Прищ
- Браян Стіл (не вказано в титрах) — голос Темних володарів Всесвіту

## Сприйняття
Режисер Віллард Гайк зазначив, що тестові покази пройшли «досить добре» і «глядачі сміялися», але сценаристка Ґлорія Кац зізналася, що вона «знищувала» негативні відгуки, щоб звітувати про 95% схвалення.

### Відгуки
Фільм здебільшого отримав негативні відгуки критиків. На Rotten Tomatoes його рейтинг складає лише 13%, що робить його найгіршою роботою від Lucasfilm. Критики скаржилися на нерівний тон і посередню гру акторів. На Metacritic фільм отримав 28 балів зі 100, що означає «загалом несприятливі» оцінки. Глядачі, опитані CinemaScore, дали стрічці оцінку «B−» за шкалою від A до F.
Джин Сіскел із Chicago Tribune дав фільму одну зірку з чотирьох, назвав його «дурним» і відзначив відсутність змісту, несимпатичного героя і слабкі спецефекти. У телевізійному шоу Сіскел і його співведучий Роджер Еберт скаржилися, що фільму бракує комедійності і що Говарду слід було надати або особистість на зразок Ґраучо Маркса з коміксів, або веселий характер, як у Дональда Дака. Еберт також критикував саундтрек за надто сумний і гіркий тон. Марк Вайнберґ з Orange Coast і Леонард Малтін засуджували рішення знімати фільм з живими акторами. Малтін описав фільм як «безнадійний... величезне виробництво, яке викликає величезний головний біль». Зовнішній вигляд Говарда критикували за невиразність через погано функціонуючий рот і беземоційну маску. Оглядачі також критикували акторську гру, гумор і те, що фільм «нудний». У The Psychotronic Video Guide Майкл Вельдон описав реакції на фільм як непослідовні й похвалив спецефекти у фінальних сценах. Common Sense Media критикувала фільм за безглузді сюжетні лінії та надмірне використання сексуальних натяків. Вони встановили рекомендований вік для перегляду на 13+.

### Касові збори
Фільм зібрав 16 295 774 доларів у США і 21 667 000 доларів у світі, всього 37 962 774 доларів. Під час показів для Universal Кац сказала, що керівники студії пішли, не коментуючи фільм. Тестові покази отримали змішані відгуки. Поширювалися чутки, що керівники Universal Френк Прайс і Сідні Шейнберґ влаштували бійку через те, хто винен у затвердженні фільму. Обидва спростували ці чутки. Повідомлялося, що одного або обох можуть звільнити через провал. Прайс невдовзі залишив студію, а його місце зайняв Том Поллак. У статті Variety від 17 вересня 1986 року під заголовком «DUCK Cooks Price’s Goose» звільнення Прайса пов’язували з провалом фільму, хоча він не затверджував виробництво. Маркетингова кампанія фільму також вважалася однією з причин касового провалу. У липні 1986 року Гайк і Кац заявили, що фінал фільму залишає можливість для сиквелу, ба більше — вони були зацікавлені у його створенні. Однак після провалу розмови про продовження припинилися. Після провалу в прокаті Гайк і Кац поїхали на Гаваї та відмовилися читати будь-які рецензії.

## Домашні релізи
Фільм вперше вийшов на VHS та LaserDisc у січні 1987 року. Спеціальне видання для DVD з’явилося 10 березня 2009 року, а Blu-ray — 8 березня 2016-го. До 35-ї річниці фільм перевидали у форматі 4K Blu-ray у 2021 році.

## Романізація
Романізація фільму «Качур Говард» була написана колишнім редактором журналу National Lampoon Еллісом Вайнером.

## Відеогра
У 1986 році було випущено відеогру-продовження Howard the Duck для платформ ZX Spectrum, Commodore 64 та Apple II, а в 1987 — для ZX Spectrum і Amstrad CPC. Гру розробила студія Arnative Software, а видала компанія Activision. Вона отримала переважно негативні відгуки критиків.